# Håkon Håkonsson
Håkon IV Håkonsson, kallad Håkon den gamle, född efter faderns död 1204 i Folkenborg (Folkisberg) i nuvarande Eidsberg, Østfold, död 15, 16 eller 17 december 1263 i Kirkwall på Orkneyöarna, var kung av Norge 1217–1263. Han var son till kung Håkon III Sverresson av Norge (1177–1204) och dennes frilla Inga från Varteig (omkring 1185–1234). Håkon Håkonsson blev också kung över Island och Grönland.
När den unge Håkon hämtas av Birkebeinarna för att utropas till kung, fanns redan en person vid makten, kung Inges halvbror Skule Bårdsson. Enligt Baglersagorna växte Skule och hans bror Guttorm upp hos sin fosterfar och morfar, Erling på gården Kvie i  Vang i Oppland fylke, Norge, men båda bröderna flyttade omkring 1204 till sin halvbror och nyvalde kung Inge Bårdsson (1185–1217) i Nidaros.
Skule stod sin halvbror kung Inge nära, och Skule omnämns 1213 när han vid kungens sida slår ner ett bondeuppror. Under Inges sista regeringsår förefaller det som om Skule var den som stod för det reella maktutövandet.

## Biografi

### Kung Inge Bårdsson dör
Kung Inge dog 1217, 30 år gammal, men utnämnde kort före, eller i samband med sin död 1217, Skule till jarl, varigenom han fick ansvaret för hirden, och Skule ärvde halvbroderns privata egendom. 
Efter broderns död ställde Skule krav på kungatronen, medan  Birkebeinarna ville se Håkon Håkonsson som kung. Håkon var son till kung Håkon III Sverresson av Norge (1177–1204) och dennes frilla Inga från Varteig och därmed född utanför äktenskapet, medan Skule stödde sig på sin börd, och att han var förra kungens äktfödda halvbror. 

### Svag maktställning
Håkon IV Håkonssons maktställning var svag vid trontillträdet år 1217. I ärkebiskopens frånvaro hämtade birkebeinare den 13-årige pojken från skolan vid Kristkirken i juni 1217 och förde honom till Øyratinget. Där stöttade bönderna från Tröndelag hans anspråk på kungakronan. Senare samma år följde nya kungahyllingar från Gulatingslaget i Bergen och även på Hornbore ting, som låg vid dagens svenska ort Hamburgsund.
Skule Bårdsson, som före eller vid Inge Bårdssons död 1217 utnämndes av kung Inge till jarl, blev medregent till den trettonårige kung Håkan, och stod för den egentliga makten i Norge, och han erkände egentligen aldrig Håkon som rättmätig kung.

### Snorre Sturlasson gästar Norge
Snorre Sturlassons rykte som lagman tycks ha spritt sig, även till Norge, där jarl Skule Bårdsson samregerade med den trettonårige kungen Håkon Håkonsson. I själva verket var det jarlen som hade makten, och han hade en ambition att integrera Island med det norska kungadömet. En ung, vältalig isländsk lagman av god ätt, som skulle kunna arbeta för Norges sak var en möjlighet jarl Skule såg i Snorre Sturlasson. 

### Skule Bårdssons uppror mot Håkon
Skule Bårdsson utropades 1239 till kung av Norge, och startade ett väpnat uppror mot Håkan, men besegrades i Oslo 1240. Skule och hans son Peter Skulesson flydde till skogs över vintern, när kung Håkans styrkor anlände till Nidaros tog han tillflykt i klostret. Kungens män satte dock eld på klostret och tvingade ut Skule och hans son ur klostret, varpå de stacks ner med svärd. 
Håkon Sverressons oäkta son Håkon kunde då för första gången känna sig säker på tronen, och sökte även få påvens godkännande av sin upphöjda plats. Det var inte alltför lätt, då påvestaten inte gillade att Håkon var av oäkta börd, och att farfadern Sverre Sigurdsson helt brutit med Rom och skapat sig en nationell kyrka med bland annat egna biskopsval, vilket hade lett till en bannlysning för dennes del.
Han fick också tid att ägna sig åt hämnd, och Håkon kunde nu planera för en hämnd på Snorre.

### Mordet på Snorre Sturlasson
Medan Snorre sörjde sin hustru, skickade kung Håkon Håkonsson två män till Snorres måg Gissur Torvaldsson med ett hemligt brev, där Håkon beordrade Gissur att tillfångata eller döda Snorre. Han inbjöds i samma brev av Håkon att arbeta för en union med Norge om han så ville. Gissurs första försök att tillfångata Snorre på Alltinget misslyckades.
Snorres hustru Hallveig dog sommaren 1241, och Snorre sägs ha känt en stor saknad, men fick inte sörja henne länge.
Under arvstvisten efter Hallveig bad hennes två söner Klaeing och Orm om hjälp av Gissur Torvaldsson. Under ett möte med dem och Kolbein unge, visade Gissur brevet från kung Håkan. Orm vägrade att vara behjälplig i att fånga eller döda sin styvfar Snorre. Kort därefter fick Snorre ett brev med lönnrunor, som varnade honom för en komplott, men han kunde inte tyda brevet.
Gissur Torvaldsson drog med ett följe av sjuttio män till Snorres gård Reykholt en septembernatt år 1241, och tog Snorre med överraskning, varvid Snorre flydde ner till källaren. Fem män gick med dragna svärd ner i källaren, Markús Marðarson, Símon knútur, Arne den bittra, Þorsteinn Guðinason och Þórarinn Ásgrímsson, och därnere sa Símon knútur till Arne den bittra att hugga honom. Snorre lär ha sagt: Eigi skal höggva!—"Hugg inte!" Símon svarade: "Högg þú!" — "Hugg du!" Snorri svarade: Eigi skal höggva!—"Hugg inte!" och det var Snorre Sturlassons sista ord.
Det är okänt om Snorre verkligen fick en chans att låta sig bli fängslad, istället för att dödas.
Snorre Sturlasson mördades i sitt hem Reykholt av politiska skäl, efter att han stött valet av hertig Skule Bårdsson till kung i Norge, i opposition mot kung Håkon Håkonsson av Norge. Mördaren var hans förre svärson Gissur Torvaldsson (isländska Gizurr Þorvaldsson), som handlade på uppdrag av kung Håkon. Händelsen blev inte populär, varken på Island eller i Norge, och kritiserades. För att bättra på sitt rykte, försvarade sig kung Håkon med att Snorre skulle ha benådats, om han låtit sig tas tillfånga. Detta uttalande, där Håkon uppenbarligen ansåg sin juridiska makt nu sträcka sig till Island, visar hur stort inflytande kungen fått på Island.

### Håkons kröning 1247
År 1247, när Håkon varit kung i 30 år, kom kardinal Vilhelm av Sabina till Norge som påvens sändebud för att ge Roms bekräftelse på att man godtog Håkon som motpart. Många sändebud hade gått mellan kungen i Norge och påven Innocentius IV i Rom för att en mer officiell kröning kunde ske. Bägge parter hade haft sina önskemål och krav, och både påven och kungen önskade att uppnå bästa möjliga villkor för sig och sin part, för den heliga kyrkan och för kungen i riket Norge.
I juni 1247 seglade en snipa, som förde påvens representant, in i fjorden till Bergen, som under denna tid var Norges huvudstad. Snipan möttes av kungaskeppet Draken med sin förgyllda stäv och roddes fram med tjugofem par åror. Den norske kungen Håkon var ombord med hela sin livvakt - hirden - och ett flertal höga ämbetsmän.
Påven önskade att Håkon skulle svärja samma ed som Magnus Erlingsson hade svurit då han 1163 som den förste av Norges kungar blivit krönt. Men Håkon avvisade detta:
"Vad är det för mening med en krona som jag skall köpslå om, sa kungen till kardinalen, då vill jag hellre leva okrönt än att påta mig ofrihet."
Kardinalen gav efter och sade till kröningsgästerna att han ville "kröna kungen så fritt som passar den kungliga värdigheten."
Kröningen förrättades i Bergens domkyrka den 29 juli 1247 och kröningsfesten varade i flera dagar, i ett mäktigt rum på 90 x 60 alnar i kungsgården. I och med att det nästan alltid regnar i Bergen så hade man byggt ett tak av rött och grönt kläde hela vägen mellan kungsgården och domkyrkan så att värdskap och gäster slapp att sätta sig genomvåta till bords. Där satt kardinalen, ärkebiskopen och fem andra biskopar, kung Håkon den äldre och son Håkon den yngre och junkern Magnus, ett antal andra världsliga hövdingar, 10 abbotar, flera ärkediakoner, många klosterbröder och präster, fem lagmän, konungens sysslomän, hirdstyret, hela hirden, de mest betydelsefulla bönderna från varje fylke och en mängd utlänningar.
I processionen från kyrkan till festsalen gick värdskapet och gästerna ordnade efter rang och med samma ståt som hörde till en kröning i andra kulturländer. Det gällde även bordsplaceringen i festsalen som kunniga män hade stått för. Där satt kungen vid norrväggen, kardinalen på hans högra sida, drottningen på hans vänstra, vid sidan av kardinalen satt ärkebiskopen, de andra biskoparna, prästerna, abbotarna med mera i tur och ordning. Kvinnor var också närvarande, men i mindretal, som tidens sed var. Vid sidan av drottningen satt hennes mor, abbedissan och andra kvinnor, "så många det fanns plats för". Tillsammans blev det 13 bordsrader. Där satt folk på bägge sidor av borden, och många som icke fick plats inomhus satt i tält utanför och åt.
Mätta av mat och dryck tog kardinalen till orda och talade med en sådan välvilja angående norrmännens gästfrihet:
Gud vare lovad, sa kardinalen, att jag nu har fullfört det ärende jag hade fullmakt av påven till att sköta, därtill att er konung nu är krönt och är mer hedrad för den än någon annan kung i Norge före dess. Tack också gode Gud att jag åkte hit trots att jag hade blivit avrådd, för att jag inte skulle träffa mycket folk här och att de jag träffade var mer lika djur än människor i sin framfart, men här har jag träffat otaliga, och jag ser att de har en fin framfart. Många utlänningar är här också, och fler skepp än jag någonsin har sett i någon hamn, lastade med goda ting. Folk skrämde mig med att jag bara skulle få litet att äta, och den mat man fick skulle vara skämd, dricka bara vatten och andra dåliga drycker, men se hur fel jag fick.

### Riksmötet 1247
Man hade ett riksmöte i samband med kröningen i Bergen 1247. Under gästabudet i kungsgården talade kungen och kardinalen, biskoparna, adeln och lagmännen samman om de ting som tyngde landet och den heliga kyrkan. Resultatet blev ett antal stadgar, utförda av kardinal Vilhelm och bekräftade av kung Håkon, som bland annat fastslog kyrkans rätt i andliga frågor och kungens i världsliga och hotade med bannlysningar för de som inte ville rätta sig efter direktiven.
Allt var inte heller frid och fröjd i Norge. Bönderna klagade över att de som var skyldiga att hålla kyrkorna i stånd med sitt kyrkotionde blev berövade dem av biskoparna. Något bondeuppror som i Sverige samma år uppstod inte.

### Håkons korstågslöfte
Kung Håkon av Norge hade tidigare avlagt ett korstågslöfte, och eftersom han var en erfaren sjöfarare, föreslog Frankrikes kung Ludvig IX honom att han skulle få befälet över en korsfararflotta som skulle försvara kristna ställningar i östra Medelhavsregionen.
Kung Håkon önskade inte efter kröningen ta på sig detta ansvar, och han svarade därför att hans norrmän var alltför ostyriga för att han skulle våga att ta dem till Syrien i sällskap med fransmännen.
Kardinal Vilhelm av Sabina, som var på väg att fara vidare till Sverige och Skänninge möte, tillät honom istället att vända sina vapen mot hedningarna i Norden.
Det var tur, för just detta korståg blev ett fiasko med slakt av de kristna och konungen Ludvig IX blev tillfångatagen och frigiven först efter det att ett enormt skadestånd på hundratusentals guldmynt hade betalats. Efter sex års irrfärder i Främre Orienten kom han hem och blev trots alla misslyckanden kallad för Ludvig den helige efter sin död.

### Uppförandet av Håkonshallen
År 1251 invigdes Håkonshallen i Bergen inför Magnus Lagaböters kröning och bröllop. Den lät kung Håkon uppföra till bröllopet mellan sin son Magnus och den danska kungadottern Ingeborg.

### Island blir norskt jarladöme

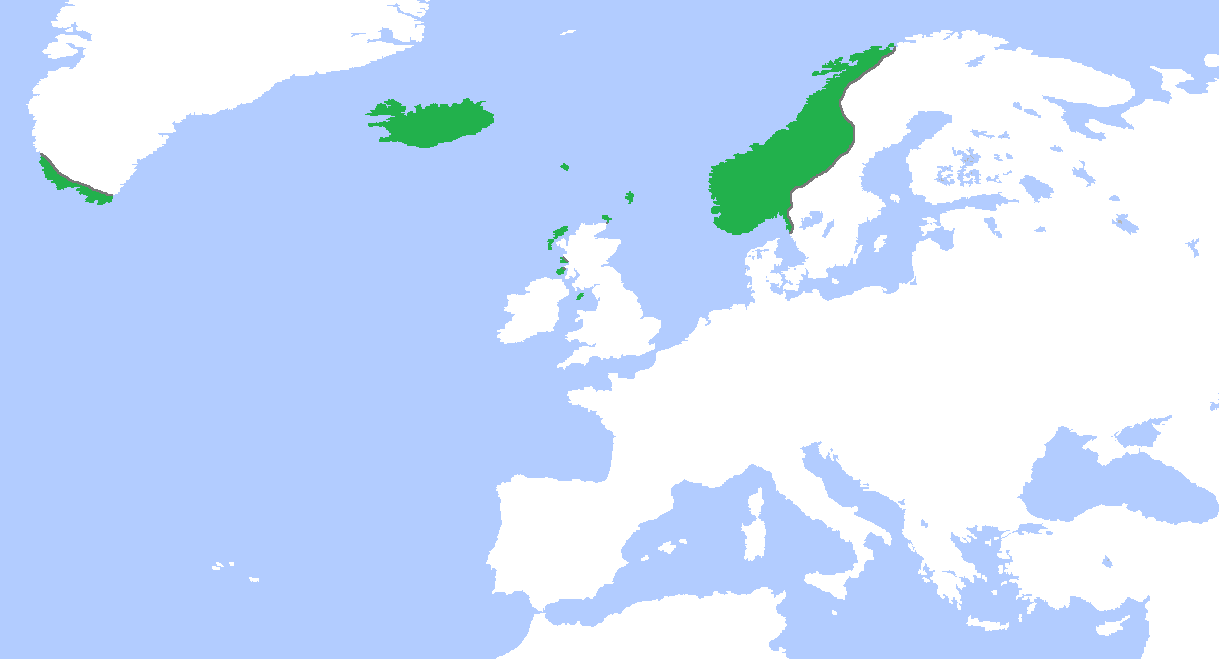
Konungariket Norge 1265.

Direkt efter mordet på Snorre Sturlasson intog en trofast rojalist, som kallades Torgils den harmynte (isländska Þorgils skarði), ställningen som Islands mäktigaste man. Snorres brorson Tord kakali återvände från Norge 1242 och hämnades 1246 sin far och sina sex bröder i slaget vid Haugsnes, vilket fick Gissur Torvaldsson att resa till Norge för att klaga inför kung Håkon Håkonsson. Samma sommar anlände också Tord som omedelbart fick stöd av kardinal Vilhelm av Sabina, vilken anlänt till Norge för att efter det norska inbördeskrigets slut kröna Håkon som norsk kung. Kyrkopolitiskt lydde Island under ärkebiskopsdömet Nidaros, varför kungens anspråk på ön också hade kardinalens stöd. Kardinalen föreslog nu att ön borde styras av endast en jarl "om freden skulle bevaras", och han gjorde klart att Tord var bäst lämpad för uppgiften. Tord återvände därför till Island och med på resan följde den nye biskopen på Hólar, norrmannen Henrik Kårsson (Heinrekr Kársson). Gissur Torvaldsson däremot kvarhölls i Norge med tvång. 
Tord övertog nu sturlungarna Snorre Sturlassons och brodern Sturla Sighvatssons tidigare hövdingadömen och lyckades på kort tid vinna kontroll över hela ön. Under några år efter slaget vid Haugsnes 1246 var Tord kakali Islands mäktigaste man.
År 1250 sändes Gissur Torvaldsson till Island för att ersätta Tord samtidigt som Tord återkallades till Norge, där han blev syssloman (ungefär fogde), först i Gauldalen, senare i Skien. En osäker tradition gör gällande att kung Håkon skulle ha stått i begrepp att återsända Tord till Island, då Tord oväntat insjuknade och dog den 11 oktober 1256.
Håkon utnämnde 1258  Gissur till jarl på Island.
På alltinget 1262, ratificerades unionen med Norge och kunglig auktoritet på Island blev en institution. Man svor en lojalitetsed till kungen, vilket sedan upprepades för varje ny kung fram till att kunglig arvsrätt blev formellt accepterat av islänningarna 1662.

## Äktenskap och barn
Håkon fick följande barn med frillan Kanga, kallad Kanga "den unga":
1. Sigurd "Kongsson" (omkring 1223–1254), saknade arvsrätt såsom varande faderns illegitime son
2. Cecilia Håkansdotter (1223/1225-drunknade 1248), gift 1. med norske sysselmannen och sveithövdingen Gregorius Andersson (död 1246), gift 2. med kung Harald Olofsson av Isle of Man (drunknade 1248)

Håkon gifte sig 25 maj 1225 med Margareta Skulesdotter (omkring 1210–1270), dotter till jarl Skule Bårdsson. Paret fick följande barn:
1. Olof Håkansson (omkring 1227–1230)
2. Håkon den unge (1232–1257), faderns medkung och tronarvinge
3. Kristina Håkansdotter (omkring 1234–1262), gift 1258 med spanske infanten Felipe Fernandez de Valdecorneja (död 1274)
4. Magnus Lagaböter (1238–1280), kung av Norge[10]